# Flora of New Zealand
Flora of New Zealand (abreviado Fl. New Zealand) es un libro con ilustraciones y descripciones botánicas que fue escrito conjuntamente por Harry Howard Barton Allan & Lucy Beatrice Moore y publicado en 2 volúmenes en los años 1961-1970.